# Povina
Povina (węg. Gerebes) – wieś (obec) w północnej Słowacji, w powiecie Kysucké Nové Mesto, w kraju żylińskim. Wieś po raz pierwszy wzmiankowana w 1438 roku.